# Docteur Petiot (film)
Pour les articles homonymes, voir Docteur Petiot et Petiot.
Pour plus de détails, voir Fiche technique et Distribution.
Docteur Petiot est un film français réalisé par Christian de Chalonge, sorti le 19 septembre 1990. Il s'agit de l'adaptation cinématographique de l'une des plus grandes affaires criminelles françaises de l'après-guerre.

## Synopsis
Ce film relate la vie du docteur Petiot, médecin français qui fut l'un des pires tueurs en série de la période de l'Occupation. Entre 1941 et 1944, il aurait attiré, dans son hôtel particulier du 21 rue Le Sueur à Paris, des dizaines de personnes qu'il aurait ensuite assassinées puis brûlées.
Lors de son procès, il aurait revendiqué 63 meurtres, qu'il prétendit avoir commis sur des Allemands et des collaborateurs. En réalité, ses victimes étaient essentiellement des juifs tentant de fuir les persécutions nazies et à qui il promettait de leur faire quitter la France.
Il fut condamné à mort pour le meurtre de 27 personnes et exécuté en 1946.

## Fiche technique
- Titre : Docteur Petiot
- Réalisation : Christian de Chalonge
- Scénario : Dominique Garnier et Christian de Chalonge
- Production : Ciné Cinq, M.S. Productions, Sara Films
- Décors : Yves Brover
- Musique : Michel Portal
- Photographie : Patrick Blossier
- Montage : Anita Fernandez
- Pays d'origine :  France
- Format : Couleurs - 1,85:1 - Dolby Digital - 35 mm
- Genre : drame
- Durée : 102 minutes
- Date de sortie : 19 septembre 1990

## Distribution
- Michel Serrault : Docteur Marcel Petiot
- Pierre Romans : Drezner
- Zbigniew Horoks : Nathan Guzik
- Bérangère Bonvoisin : Georgette Petiot
- Olivier Saladin : le premier agent
- André Julien : Forestier
- Nini Crépon : Collard
- Maxime Collion : Gérard Petiot
- Aurore Prieto : Mme Guzik
- André Chaumeau : Célestin Nivelon
- Axel Bogousslavsky : Louis Rossignol
- Maryline Even : la mère de l'enfant malade
- Nita Klein : Mme Kern
- Dominique Marcas : Mme Valéry
- Martine Mongermont : Cécile Drezner
- Julien Verdier : le pharmacien
- Lorella Cravotta : la voisine de Petiot
- Claude Degliame